# Ctenoplusia rhodochrysa
Ctenoplusia rhodochrysa là một loài bướm đêm trong họ Noctuidae.